# Bizeneuille
Bizeneuille – miejscowość i gmina we Francji, w regionie Owernia-Rodan-Alpy, w departamencie Allier.

## Demografia
Według danych na rok 1990 gminę zamieszkiwały 292 osoby, a gęstość zaludnienia wynosiła 10 osób/km². W styczniu 2015 r. Bizeneuille zamieszkiwały 294 osoby, przy gęstości zaludnienia wynoszącej 10,1 osób/km².